# Broken Sword: La leyenda de los templarios
Broken Sword: La leyenda de los templarios (originalmente Broken Sword: The Shadow of the Templars en inglés, y publicado en Estados Unidos como Circle of Blood) es una aventura gráfica en tercera persona, del tipo point and click que se lanzó para PC el 5 de noviembre de 1996. En diciembre de ese mismo año se lanzó para PlayStation y el 19 de marzo de 2002 para GBA. Una última reedición se ha realizado en 2009 para Nintendo DS con el subtítulo El montaje del director. Es el primero de una saga que cuenta con las secuelas Broken Sword II: Las fuerzas del mal, Broken Sword 3: El sueño del dragón, Broken Sword 4: El ángel de la muerte y Broken Sword 5: La maldición de la serpiente.

## Información general
El juego fue desarrollado por Revolution Software y fue todo un éxito de crítica debido a la historia, a los gráficos en 2D, buenos dibujos con mucho colorido (tanto fondos como personajes) y el sistema de point and click. El juego consiste en resolver una serie de puzles buscando objetos, usándolos y haciéndolos interactuar con otros objetos o personajes. En cuanto a sonido, el juego cuenta con las voces de los personajes dobladas al castellano, y una banda sonora compuesta por Barrington Pheloung que acompaña al juego durante toda la historia. Las voces en inglés fueron de actores como la voz de Rolf Saxon como George Stobbart.

## Argumento
"París en otoño, los últimos meses del año y el final del milenio.

Tengo muchos recuerdos de la ciudad; los cafés, la música, el amor... y la muerte."
Con esta introducción comienza el juego

El protagonista es un abogado americano llamado George Stobbart que se encuentra en un café de París cuando ve aparecer a un payaso que entra en el café y sale tan rápido como entró. El café explota pero George se salva y sigue las pistas que va dejando tras de sí. Al poco tiempo conoce a Nicole Collard, una reportera que estaba sacando fotos sobre la explosión y juntos van a intentar llegar hasta el fondo de este asesinato que es el primero de muchos otros, todos relacionados con los caballeros templarios.

## Lugares

### París
En esta ciudad comienza la aventura después de una explosión cerca de un café. Veremos que la mayor parte del juego se centra en esta ciudad. George volverá a este lugar varias veces cuando nuevas calles estén disponibles para ser exploradas de acuerdo a sus futuras investigaciones, lugares como Hagenmeyer Clinic, Montfauçon y una excavación en Site de Baphomet.

### Irlanda
La pequeña villa de Lochmarne ha sido un área de gran interés arqueológico desde la reciente llegada del famoso Professor Peagram. La excavación en el castillo fue terminada por el propio Peagram. George está decidido a averiguar que fue lo que asustó al profesor. Algunas cosas salen un poco mal y después sucede una rápida abducción. Es aquí cuando George encuentra las ilustraciones Lochmarne-gem.
Nuestro héroe se encuentra con el asesino preguntando por la gema, George actúa como si no supiera nada.
Luego encuentra la Lochmarne-gem.

### Siria
La ciudad de Marib en Siria es el siguiente destino de George. George necesita encontrar una forma de entrar al edificio conocido como Cabeza de Toro (Bull's Head), pero su chofer es muy poco colaborador. En la caja de fósforos vacía que George recuperó del asesino en París se lee "Club Alamut", un exclusivo club en Marib. Es aquí cuando George, estando en una cueva, descubre una antigua tabla con un mensaje "al oeste, al filo del mundo". Este mensaje le dice donde supuestamente se esconde la Espada de Baphomet.
Aquí nuestro héroe tendrá una confrontación con el asesino que intentara matarlo. Estará atrapado en una cueva con un cadáver, la inscripción y una estatua con tres caras barbudas (baphomet).

### España
George visita una villa española, donde se encuentra con una anciana, con la esperanza de descubrir los secretos de los ancestros de la mujer, averiguando que fueron parte de los Caballeros Templarios. Es aquí cuando George, con la ayuda de una acomodada condesa - la condesa de Vasconcellos - encuentra el cáliz que ha estado perdido por cientos de años. George vuelve aquí después de la excavación del lugar de Baphomet para finalmente desvelar la verdad del 'hijo' de la condesa y buscar donde debe ir al siguiente paso.
George en París encuentra la supuesta tumba del 'hijo' de la condesa llamado don Carlos. George bajará a un pozo encuentra una cabeza de león que casi se le cae encima, luego entra a un pasadizo donde encuentra muchas cosas.

### Escocia
Un peligroso viaje en tren a través de Escocia lleva a Nico y a George a una antigua iglesia en Bannockburn donde tiene lugar la última confrontación con la misteriosa secta.
Aquí secuestrarán a Nico y a Khan disfrazado de anciana cuando George se va y se encuentra con Guido y recuerda que el revisor de los billetes era Eklund el asesino de Market.

## Remake
Broken Sword Shadow Of The Templars Director's Cut, salió a la venta en las plataformas Android, Nintendo DS, Wii y PC. Esta vez Revolution Software produjo el juego con la marca Ubisoft, en lugar de THQ, empresa distribuidora y co-desarrolladora de las dos últimas y menos exitosas entregas de la saga; El sueño del Dragón y El Ángel de la muerte. Retomando el point and click y eliminando una dimensión nos quedamos con uno de los juegos realmente parecidos a las dos primeras entregas.
La historia es más extensa, ya que será mayor la participación de Nicole Collard, haciendo que la aventura comience con ella, en la que vive en directo el asesinato de un político, por un hombre disfrazado de mimo.
Esta versión tiene las imágenes tipo cómic, las secuencias más desarrolladas, una pequeña ventana que permite visualizar mejor las caras y sucesos de la forma que el personaje los ve, y un tebeo oculto sobre la historia Nicole.
Además, se ha suprimido algunas secuencias de video, interactividad con algunos objetos y la gesticulación bucal de los personajes a la hora de hablar. En las nuevas secuencias de video, se ha cambiado al actor de doblaje del personaje George Stobbart, debido a que el actor Tomás Rubio, no se le permitió participar en el proyecto, derivado todo a conflictos profesionales.

### Trucos
Para desbloquear el tebeo oculto, se tiene que realizar una serie de cometidos a lo largo de la aventura. Cada vez que hagamos bien la acción de desbloquear una porción del cómic, oiremos el sonido de una cabra. Esto es lo que deberemos hacer para liberar las partes del huevo de Pascua:
1) París, Palacio Royal con Nico> Tras la secuencia introductoria al iniciar el juego, te hallarás en un despacho con un cadáver. Pues justo detrás de ti, hay una estantería llena de libros, revísala tres veces, y oirás a una cabra, desbloqueando así, la primera parte del cómic.
2) Paris, Hotel Ubu con George> Cuando llegues al hotel, veras a dos malhechores a la puerta de la entrada, habla con Guido sobre la llave de alcantarilla y oirás a la cabra, desbloqueando así una nueva porción del cómic.
3) París, Museo Crune con George> Usa la llave de alcantarilla en la vitrina del trípode y oirás a la cabra, así desbloquearas una nueva porción del cómic.
4) París, Montfauçon con George> Cuando estés en las alcantarillas, veras que hay tres puertas delante de una barcaza, pues existe una cuarta, para ello deberás ir al fondo a la derecha y encontraras la última puerta. Esta tiene llamativamente una calavera, la cual deberás usar la llave de alcantarilla sobre ella, provocando que se oiga a la cabra y se desbloquee otra porción del cómic.
5) Siria, Bull´s Head con George> Cuando tengas la opción de preguntarle a Khan sobre los objetos que portas, enséñale la llave de alcantarillado y oirás a la cabra, desbloqueando una nueva porción del cómic.
6) España, Casa de la Condesa con George> Utiliza la llave de alcantarilla en la armadura de caballero que veras nada más al entrar, oirás a la cabra y con esto habrás desbloqueado la última pieza del cómic.